# FK Rudar Prijedor
Le FK Rudar Prijedor est un club bosnien de football basé à Prijedor, fondé en 1928. 

## Histoire
En 2014, le club est relégué en deuxième division.

## Palmarès
- Championnat de République serbe de Bosnie 
  - Champion : 2009, 2015